# Bemmel (Lingewaard)
Bemmel ist ein Ortsteil der Gemeinde Lingewaard in der niederländischen Provinz Gelderland. Nach statistischen Angaben vom 1. Januar 2024 hatte der Ortsteil 12.260 Einwohner.
Bis 2001 war Bemmel eine selbständige Gemeinde, die sich dann mit Huissen und Gendt zusammenschloss. Bemmel liegt zwischen den größeren Städten Arnhem und Nijmegen und wird von den Flüssen Rhein und Waal sowie der Linge begrenzt. Die nächste Fernstraße ist die A15.
Das älteste Gebäude in Bemmel ist eine reformierte Kirche, die bereits im 12. Jahrhundert entstand und ursprünglich dem heiligen Donatus geweiht war. In der Ortsmitte befindet sich die neu aufgebaute De Kinkelenburg. In dem Wasserschloss aus dem 13. Jahrhundert befand sich bis zum Zusammenschluss der Gemeinden das Rathaus von Bemmel, jetzt ist dort ein Teil der Gemeindeverwaltung untergebracht. In den Jahren zwischen 1990 und 2006 entstanden die Neubaugebiete Klein Rome, Klaverkamp und Essenpas.
Als weiterführende Schule besteht im Ort ein Teil des Over Betuwe College, darüber hinaus gibt es die Grundschulen De Donatushof, De Regenboog, De Mariaschool, De Pius X und De Borgwal.
Im Ort findet jährlich ein Musikfest und ein Ponymarkt auf dem Gestüt Buitenzorg statt.

## Geschichte
Das XXX. britische Korps eroberte Bemmel im Zuge der Operation Market Garden am 24. September 1944.

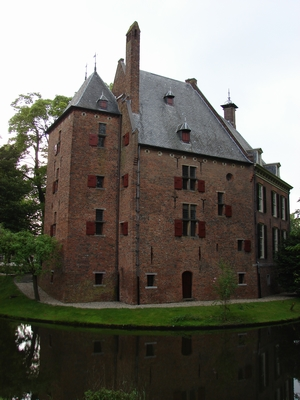
De Kinkelenburg
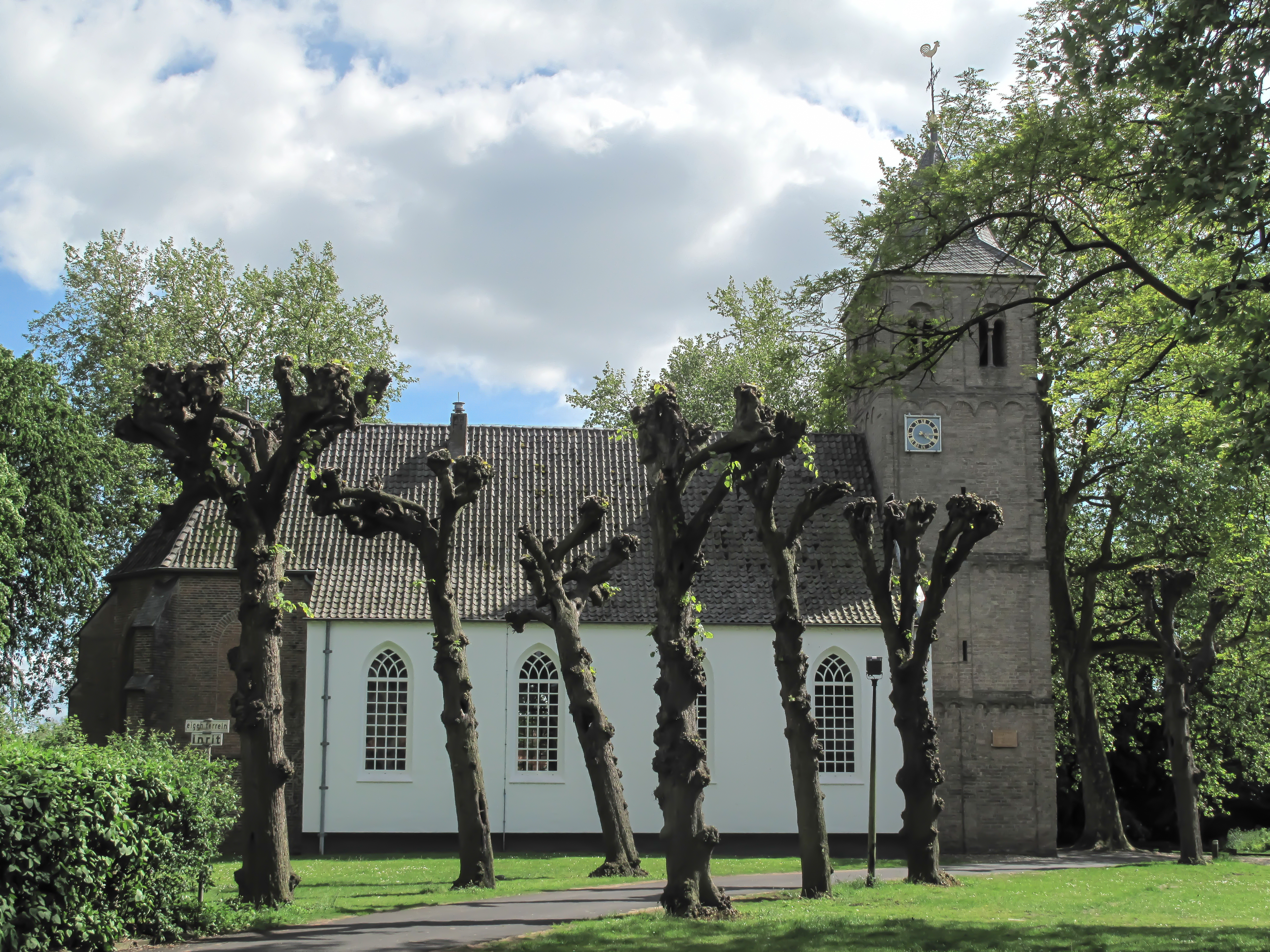
Reformierte Kirche
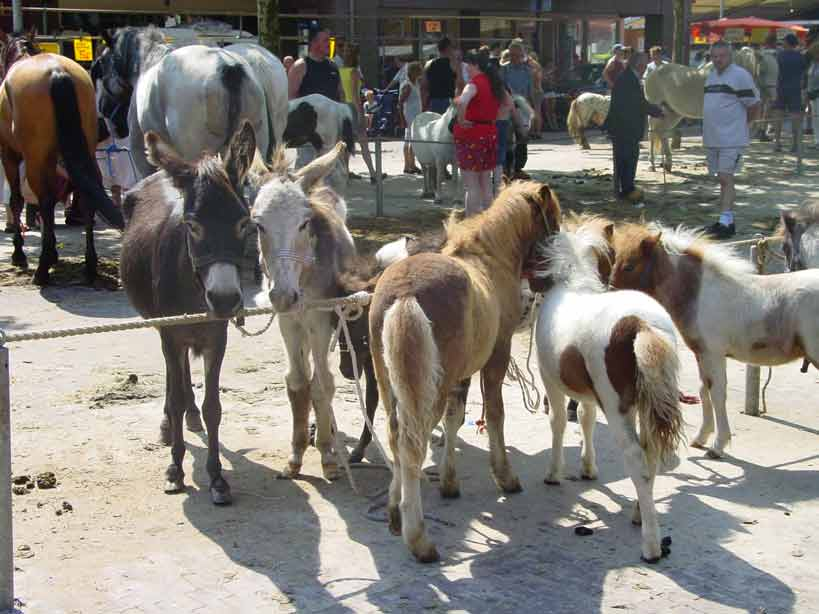
Ponymarkt Bemmel 2004
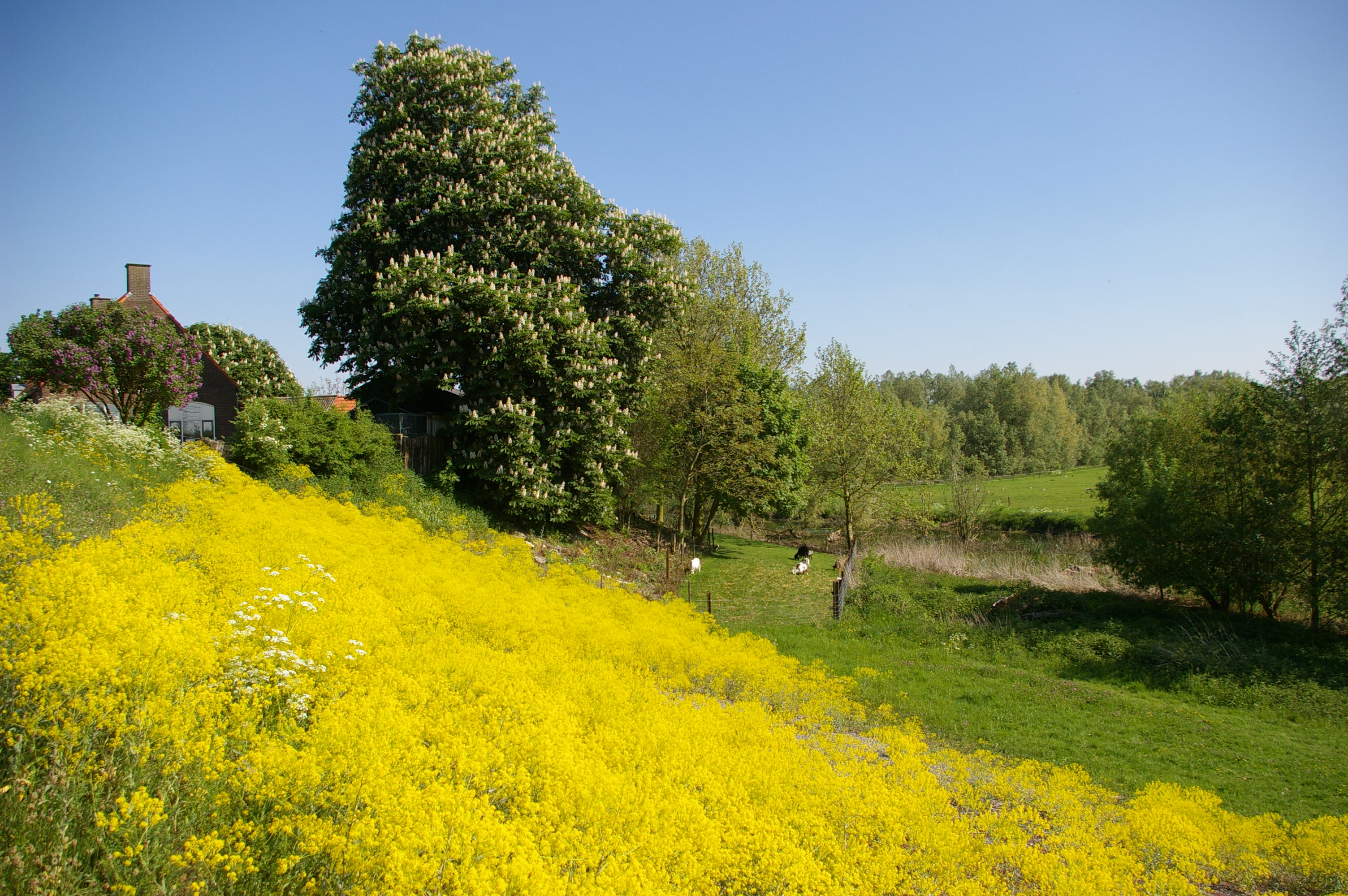
Deich bei Bemmel
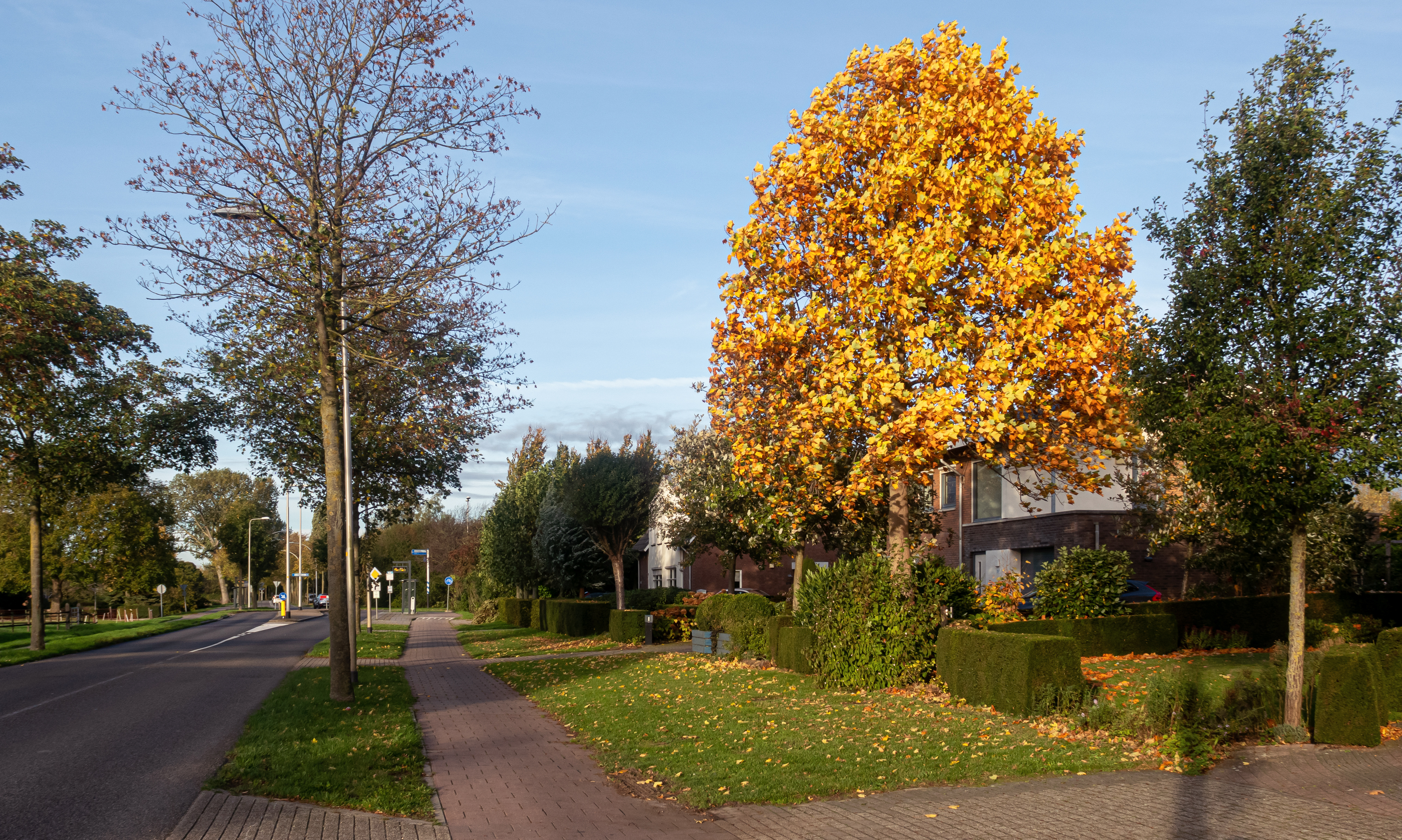
Strassebild im Herbst

## Persönlichkeiten
- Peter Rietbergen (* 1950), Historiker, Hochschullehrer und Schriftsteller
- Benthe Boonstra (* 2000), Ruderin
- Veerle Buurman (* 2006), Fußballspielerin